# Newcastle (Severní Irsko)
Newcastle (irsky An Caisleán Nua) je malé přímořské lázeňské město na pobřeží Irského moře v hrabství Down na jihovýchodě Severního Irska. Na počátku 21. století, v roce 2001, bylo v Newcastlu registrováno 7444 obyvatel. K 30. 6. 2015 se tento počet zvýšil na 7970. Administrativně město přináleží k Newry, Mourne and Down District Council, jednomu z jedenácti správních districtů na území Severního Irska, které byly vytvořeny po reorganizaci 1. dubna 2015.

## Geografie
Newcastle se nachází na severním úpatí pohoří Mourne Mountains, na území The Mournes, jedné ze sedmi částí správního celku Newry, Mourne and Down District Council. Vrchol Slieve Donard (849 m n. m.), nejvyšší hory Mourne Mountains i celého Severního Irska, je od města vzdálen vzdušnou čarou asi 4 km. Městem protéká řeka Shimna River, která se zde po spojení s dalšími přítoky vlévá do Irského moře. Jižním okrajem města a rekreační zalesněnou oblastí Parku Donard protéká řeka Glen River, která pramení mezi vrcholy Slieve Donard a Slieve Commedagh.

## Historie
V irské kronice Annals of the Four Masters je zmiňována existence sídla New Castle v roce 1433, jméno města bývá však též spojováno s novým zámkem, který zde vybudoval Felix Maggenis z klanu Magennis (irský klan Mac Aonghusa) v roce 1588.
V 17. století se začalo město více rozvíjet, v roce 1641 však bylo i území Mournes zasaženo irským povstáním. Připomínkou tehdejších krvavých událostí je název starého mostu přes stejnojmennou řeku v blízkém okolí Newcastlu - Bloody Bridge a Bloody Bridge River. Koncem 18. století byl zámek modernizován a poté sloužil jako sídlo daňových úředníků. V roce 1830 byl zámek zbořen a místo něj na tomto místě nechal vévoda z Annesley postavit v historickém stylu Annesley Arms Hotel. V roce 1843 byl život města poznamenán tragickou událostí, k níž došlo 13. ledna, kdy během bouře zahynuly na moři posádky 14 rybářských člunů z Newcastlu a jižněji položené vesnice Annalong. V bouři zemřelo celkem 76 mužů, z nichž 46 bylo z Newcastlu. Na pomoc pozůstalým (27 vdov a 111 dětí) byla vyhlášena sbírka a z takto získaných prostředků byly pro ně postaveny domky v ulici, jejíž název Widows´ Row je upomínkou na tuto tragédii. Koncem 19. století, v roce 1897, Newcastle navštívili král Jiří V. a královna Mary, kteří se zde zúčastnili slavnostního otevření Slieve Donard Hotelu.

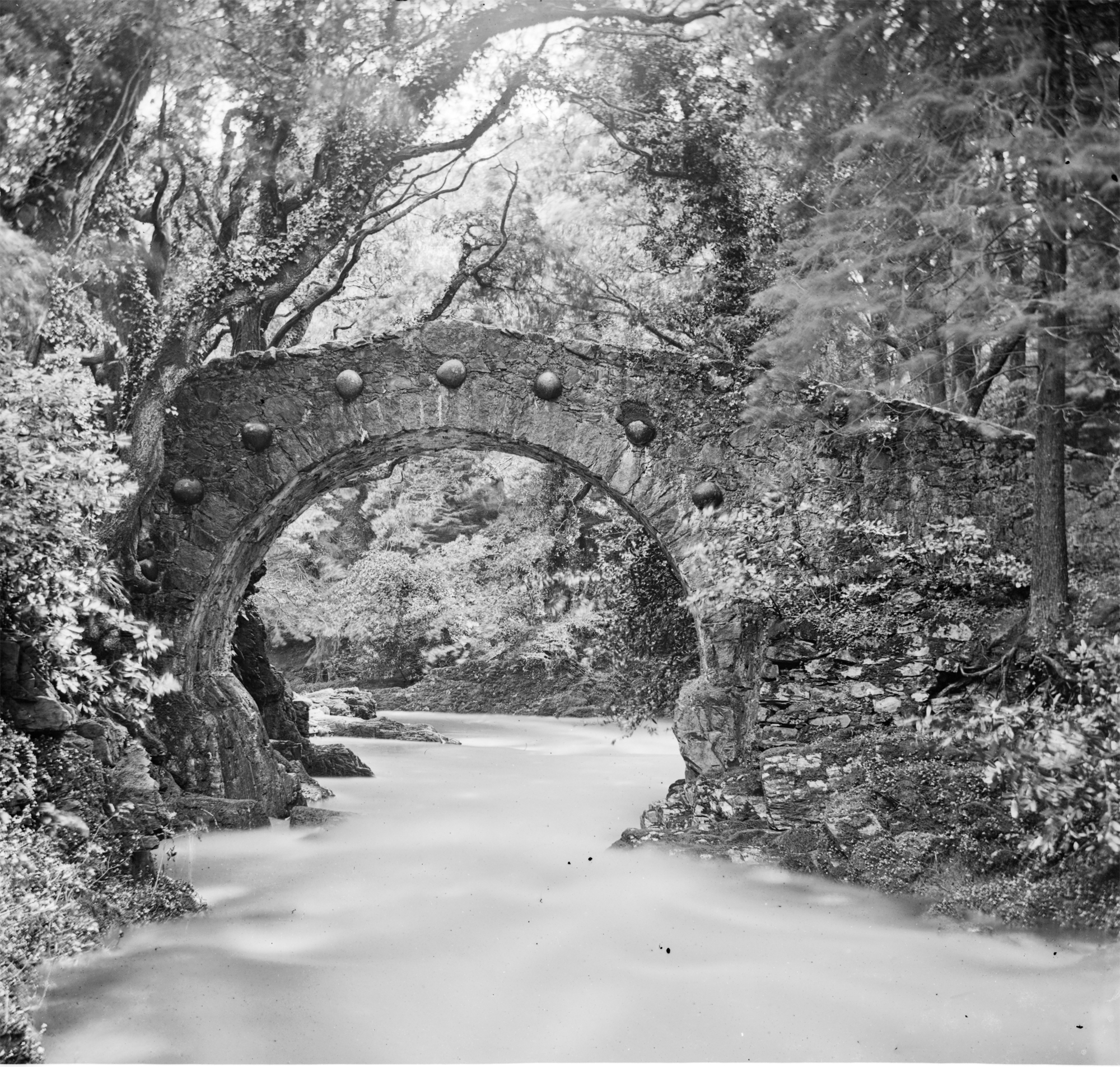
Tollymore Park, most Foley's Bridge, historický obrázek z 2. poloviny 19. stol.

Dne 25. 3. 1869 byl zahájen provoz na železniční trati, vybudované společností Downpatrick, Dundrum and Newcastle Railway. V roce 1884 se tato trať o rozchodu 1600 mm stala součástí Belfast and County Down Railway. Provoz na této železniční trati byl ukončen 2. 5. 1955. Nádražní budova z červených cihel s hodinovou věží, postavená v roce 1905, byla později přeměněna v obchodní prostory supermarketu Lidl.
Mladý inženýr Henry ("Harry") Ferguson, který 31. 12. 1909 v severoirském Hillsborough uskutečnil první let motorovým letadlem na území Irska, v roce 1910 poprvé na svém vlastnoručně vyrobeném stroji obletěl newcastleskou zátoku. Na památku této události se každoročně v létě koná v Newcastlu Harry Ferguson Festival of Flight.

## Přírodní a historické zajímavosti
Lázeňský charakter města Newcastlu podtrhuje existence řady přírodních zajímavostí a chráněných území v jeho okolí.
- Mourne Mountains - pohoří, které leží v bezprostřední blízkosti města, je od roku 1966 zařazeno mezi tzv. Area of Outstanding Natural Beauty (Území mimořádné přírodní krásy). Od počátku 21. století byly snahy vyhlásit zde národní park, první na území Severního Irska.[6]
- Tollymore Forest Park - první chráněný lesní park na území Severního Irska, vyhlášený 2. 6. 1955. Parkem o rozloze 630 ha protéká řeka Shimna River a nachází se zde 16 historických mostů (nejstarší je z roku 1726).
- Donard Park - park, který původně patřil šlechtickému rodu Annesley, je ve správě města. V usedlosti Donard Lodge (budova byla zbořena v roce 1966) na území parku byli ubytování příslušníci 10. pluku Royal Irish Rifles předtím, než byly vyslání na bojiště první světové války do bitvy na Sommě. Během druhé světové války se na témže místě připravovali američtí vojáci z 5. pěší divize na spojeneckou invazi v Normandii.
- Murlough National Nature Reserve (národní přírodní rezervace Murlough) - přírodní rezervace s cca 6000 let starými písečnými dunami, která se nachází zhruba 2 km severovýchodně od Newcastlu u Dundrumské zátoky. Rezervace byla vyhlášena v roce 1967 jako první chráněné území tohoto druhu v Irsku. Archeologické nálezy v oblasti jsou dokladem osídlení z období neolitu a doby bronzové.[7]
- Slidderyford Dolmen - dolmen z období neolitu, který se nachází u vstupu do národní přírodní rezervace Murlough.
- Přístav v Newcastlu - mezi historickými památkami na seznamu ministerstva životního prostředí Severního Irska je evidován rovněž přístav v Newcastlu v místní části Ballaghbeg.[8]
- Widows´ Row - ulice s domy, postavenými z veřejné sbírky pro vdovy a sirotky námořníků, kteří zahynuli během bouře v lednu roku 1843.
- Church of Our Lady of the Assumption (kostel Nanebevzetí Panny Marie) - kostel z roku 1966 je spolu s lávkou pro pěší přes ústí řeky Shimny na pobřežní promenádě jedním z mála prvků moderní architektury v Newcastlu.[9]

## Fotogalerie

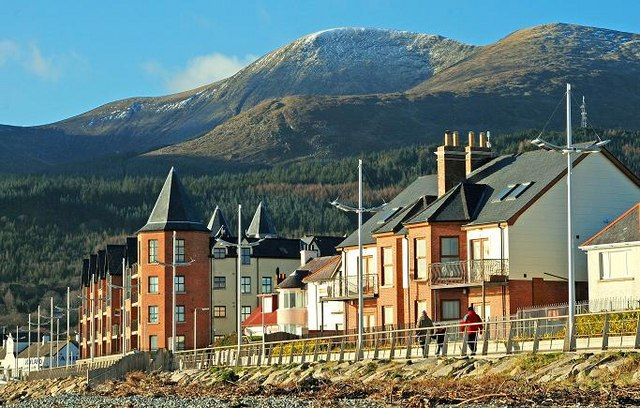
Nábřežní promenáda Beach Avenue
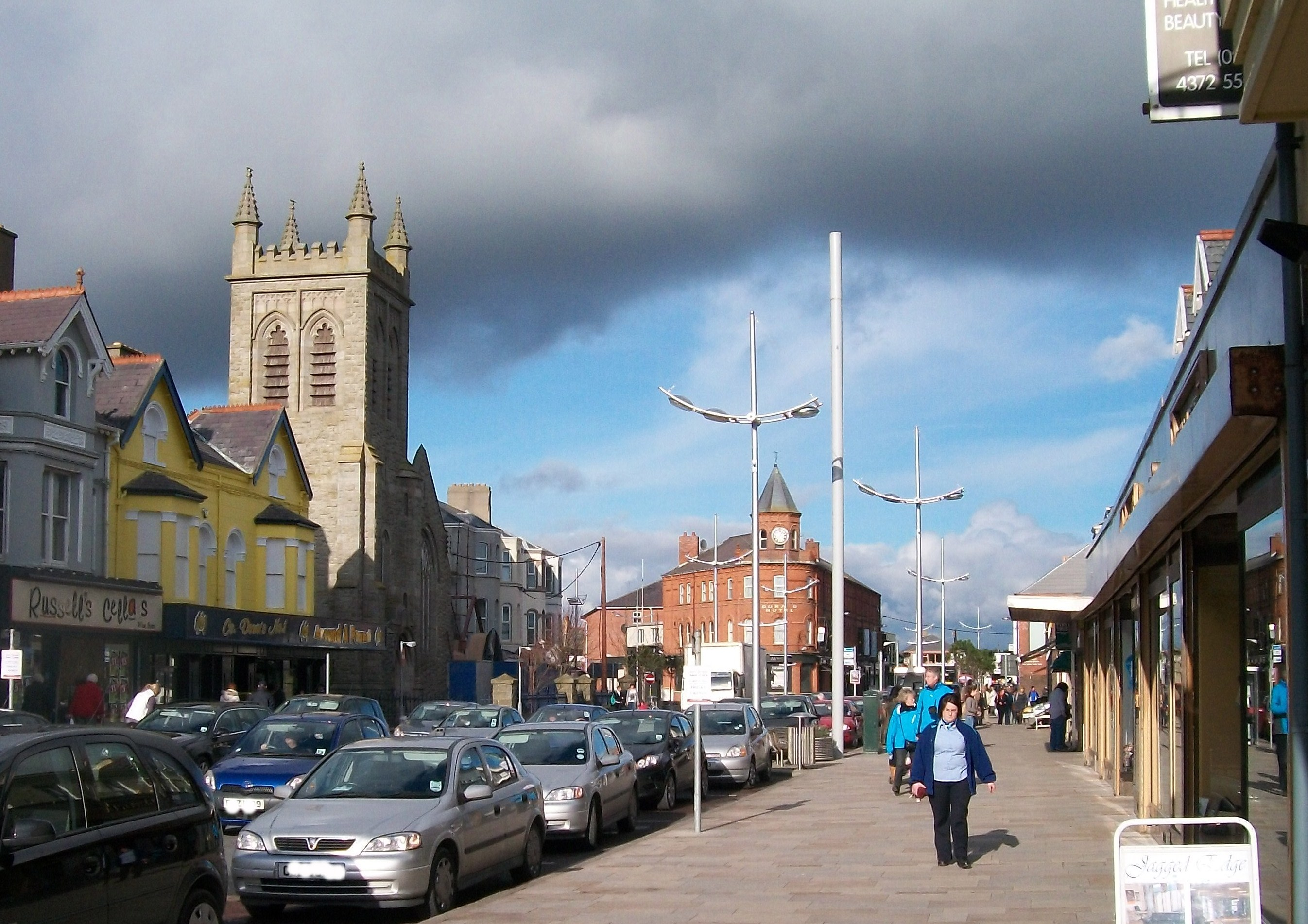
Severní konec Main Street v Newcastlu
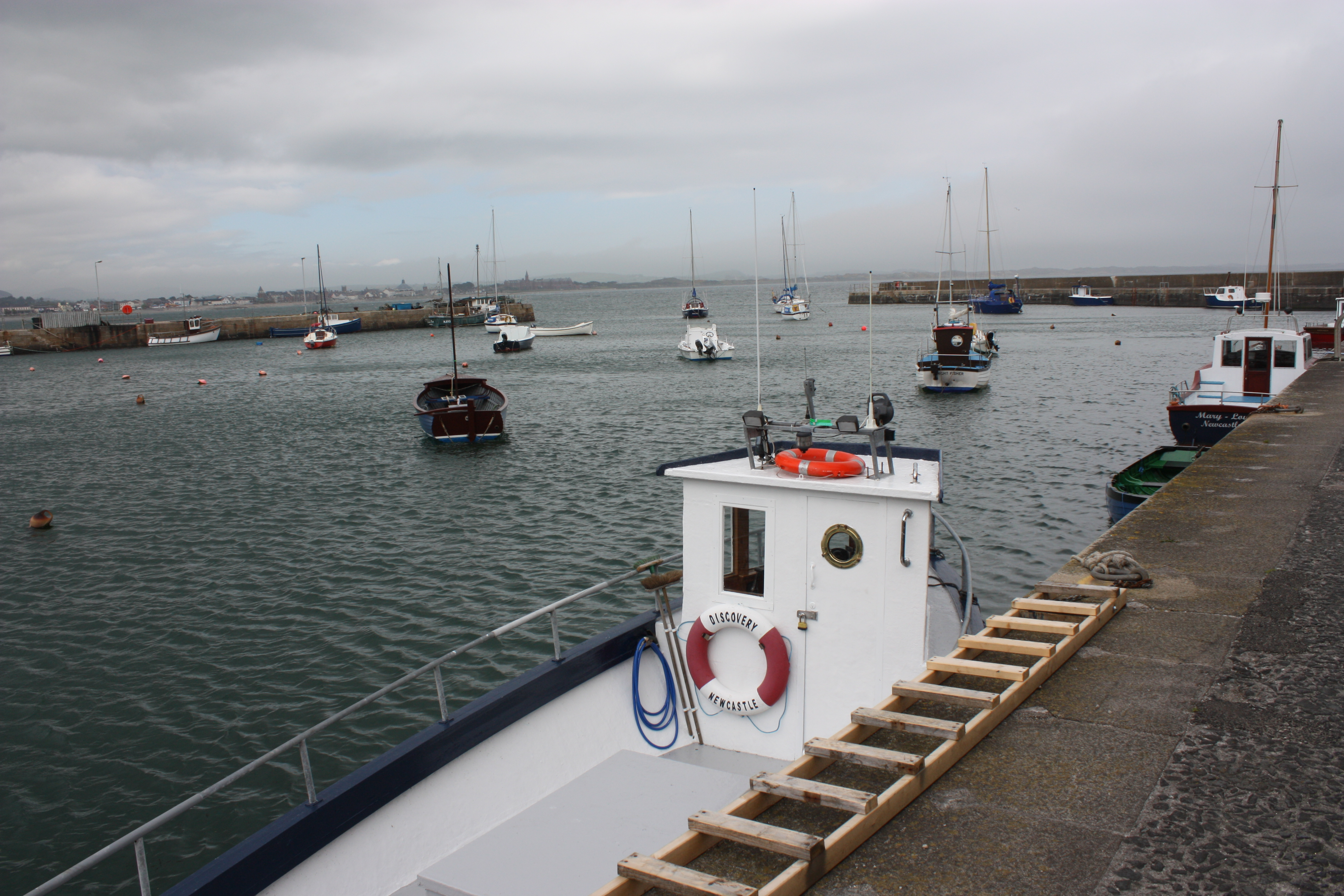
Výjezd z newcastleského přístavu
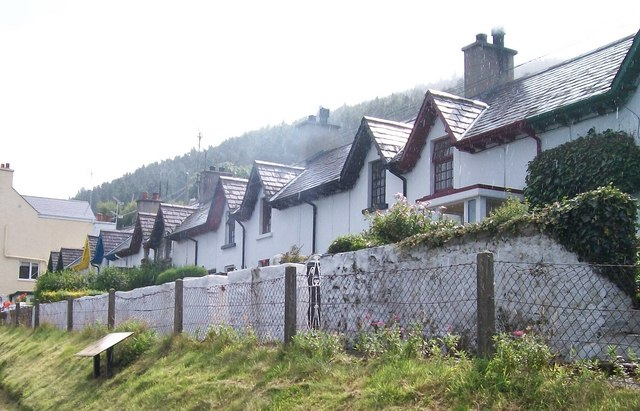
Domky vdov v ulici Widows' Row
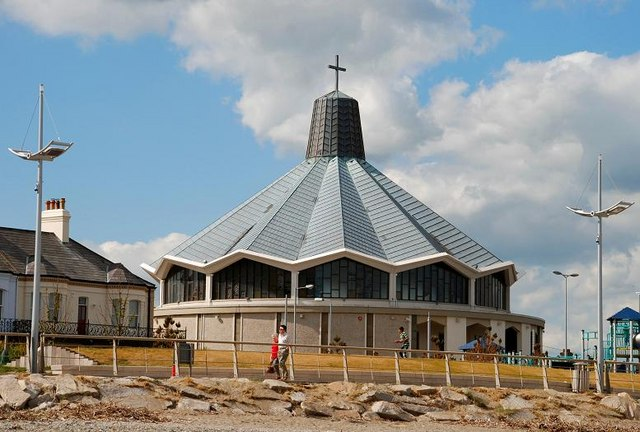
Kostel Nanebevzetí Panny Marie z roku 1966
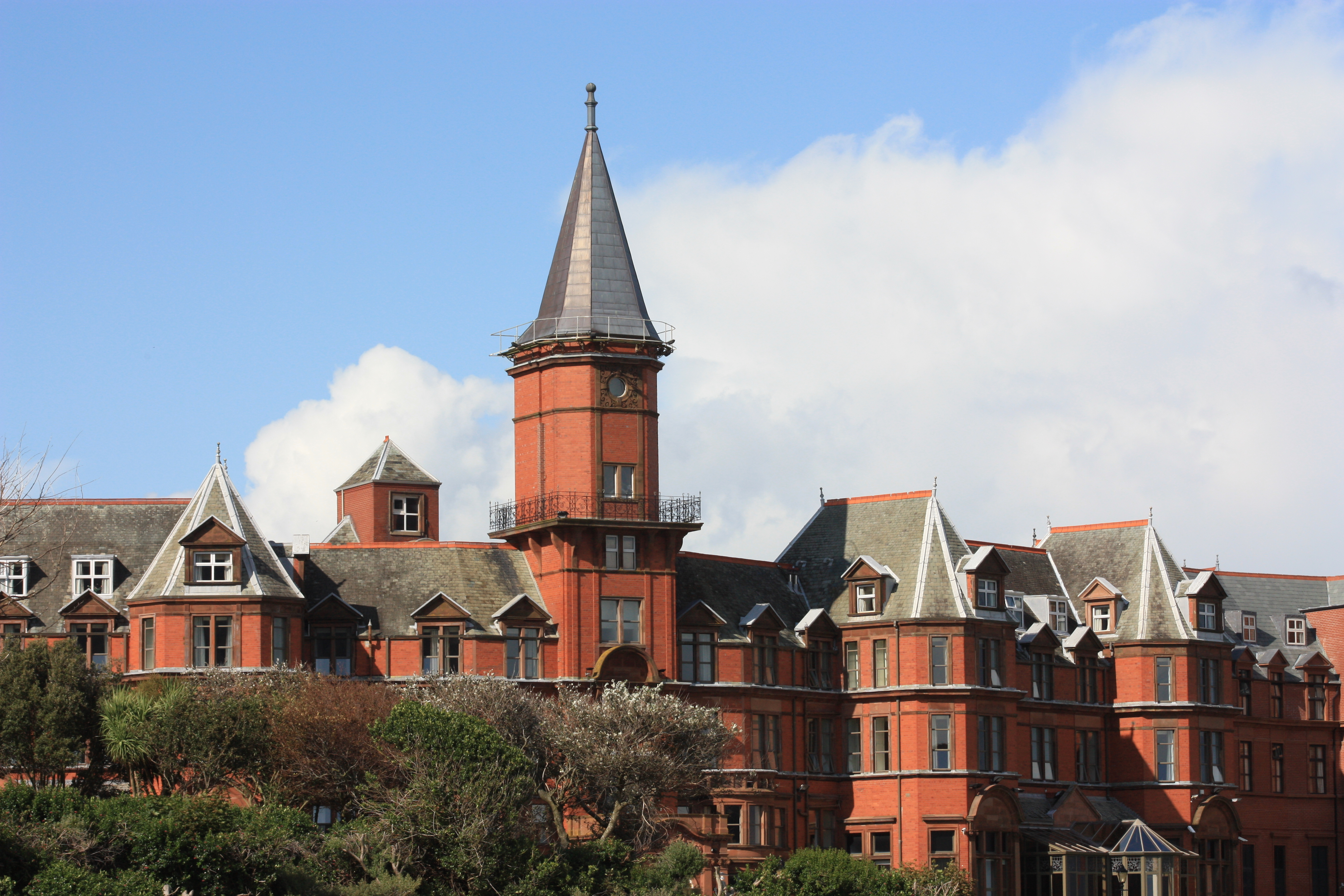
Slieve Donard Hotel, otevřený v roce 1897
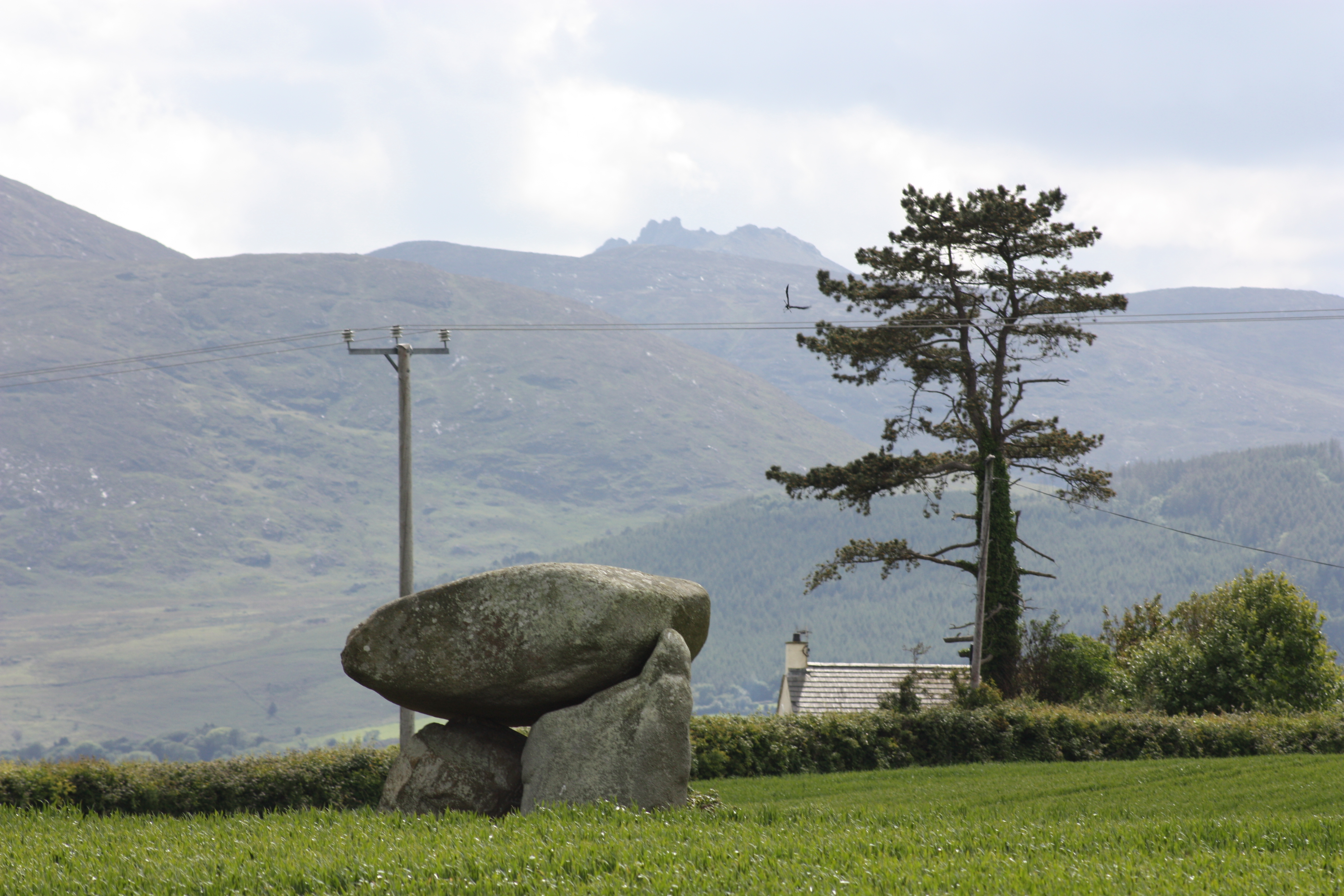
Slidderyford Dolmen na Old Road u Dundrumu
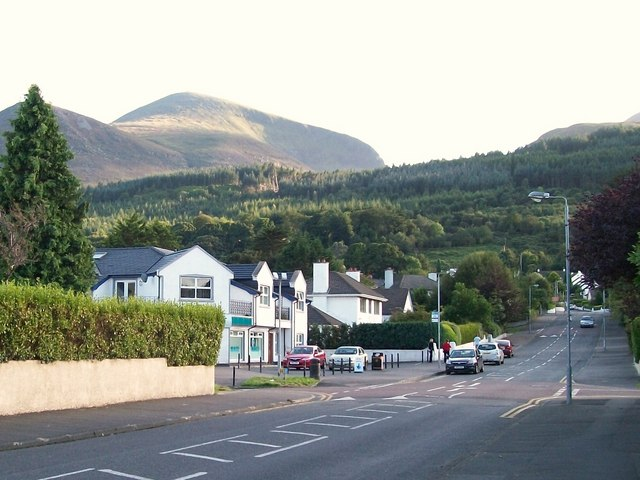
Tullybrannigan Road a hora Slieve Donard
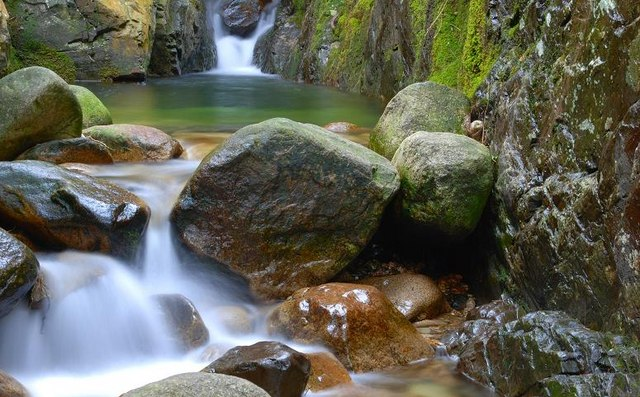
Peřeje na Glen River v lese Donard Forest
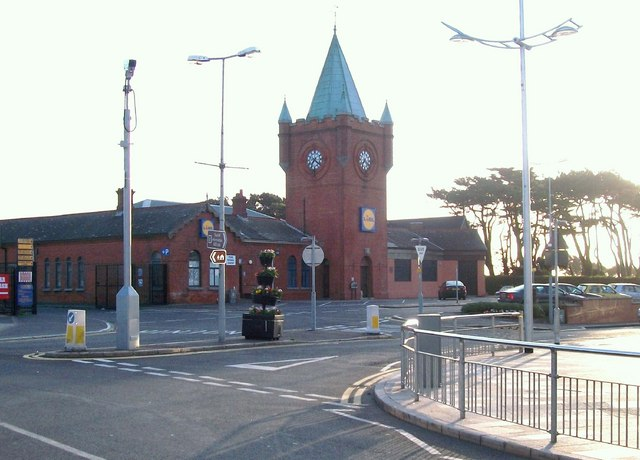
Nádraží, přeměněné na supermarket